# Bicellum brasieri
A Bicellum brasieri a Holozoa fosszilis faja. 1 milliárd éves, és az összetett többsejtűség egyik első példája lehet az állatokhoz vezető evolúciós ágban. és az egysejtű első élőlények és az összetettebb többsejtűek közti láncszemként írták le. 2021-ben nevezték el, névadója Martin Brasier, a fajt először leíró tanulmány egyik társszerző paleontológusa.

## Morfológia

### Sejt
Sejtjeiben helyenként kis szervesanyag-foltjai lehettek.:2. ábra

### Élőlény
Éretten szorosan egymás melletti, azonos méretű sejtekből álló 8–10 μm-es tömör gömb, sztereoblaszt volt, melyet hosszú sejtek rétege vett körül. Két csupasz sztereoblasztokból álló populáció azonban vegyes sejtformákat mutat, ez feltehetően a periféria felé vándorló nyújtott sejtek fejlődését mutathatja meg. Ezt magyarázhatja eltérő sejtadhézió is.
Alapvető morfológiája hasonló a kísérletileg előállított sejtcsoportokhoz, melyek spontán két különböző részre különülnek el kadherinalapú sejtadhézió-különbségek alapján. A rideg sejtfalak hiánya alapján Strother et al. megállapították, hogy nem alga, és hogy valószínűbb a Holozoa-eredet.
A Holozoa egysejtű tagjai összetett életciklusban többsejtű állapotokat is alkothatnak, így a Bicellum egyszerű átmeneti többsejtűsége a Holozoa-kapcsolatoknak megfelel.
Egyes példányok sztereoblasztjában nem voltak belső sejtek, amire a jól megőrzött sejtek hiánya is utal.

## Kialakulás
Nem ismert, hogy lett többsejtű, ez történhetett palintómia, aggregatív összeállás vagy cönobium vagy szincitium sejtesedése révén. A sztereoblaszt alapján a Holozoa korai csoportjai, például az Ichthyosporea és a Pluriformea kládok rokona.
Érett formájuk feltehetően ciszta lehetett.:3. ábra

## Helyszín
A Diabaig-formációban gyűjtötték be a skóciai Loch Torridonban. E formáció, ahol feltehetően ősi tó lehetett, az első nem tengeri eukariótákat is megőrizte.